# 11월 14일
11월 14일은 그레고리력으로 318번째(윤년일 경우 319번째) 날에 해당한다.

## 사건
- 1819년 - 앨라배마주가 미국의 22번째 주로 연방에 가입.
- 1945년 - 볼리비아, 유엔 가입
- 1955년 - 미국과 일본, 원자력협정 조인
- 1980년 - 대한민국, 언론 통폐합 결정.
- 1985년 - 원양어선 광명 87호의 전제용 선장이 인도양에서 조업을 마치고 회항 중 말라카 해협을 지나다 표류하던 보트피플(베트남 난민) 96명을 구출했다.
- 2009년 - 부산 실내사격장 화재 사고가 일어났다.
- 2010년 - 노무현 전 대통령 묘소에 60대 남성이 인분을 투척함.
- 2015년 -
  - 대한민국 서울특별시 도심에서 10만 명이 참여한 1차 민중총궐기 시위 개최.
  - 프랑스 파리 전역에서 연쇄 폭탄 테러가 발생. 200명 이상이 사망.

## 문화
- 1915년 - 아인슈타인 특수 상대성이론 발표
- 1921년 - 대한민국 최초의 영화 월하의 맹서 제작.
- 1922년 - BBC 첫 라디오 방송.
- 1971년 - 홋카이도에서 세이칸 터널의 기공식을 가지다.
- 1973년 - 호남-남해고속도로 개통.
- 1984년 - 동작대교가 개통됐다.
- 1990년 - 지상파 민영 상업 방송사 SBS 설립.
- 1994년 - 현대자동차, 태양광 자동차 개발 .
- 1996년 - SBS 파워FM 개국.
- 1998년 - 정보통신운동단체 진보네트워크센터 정식 출범.
- 2000년 - 마지막 비둘기호 열차가 증산 - 구절리 사이를 운행함
- 2016년 - 1948년 이후 68년 만에 슈퍼문이 뜨다.
- 2019년 - 2020학년도 대학수학능력시험이 시행되었다.

## 탄생
- 1650년 - 잉글랜드의 국왕 네덜란드 오렌지 공작 윌리엄 3세. (~1702년)
- 1719년 - 오스트리아의 작곡가 레오폴트 모차르트. (~1787년)
- 1765년 - 미국의 공학자이자 발명가 로버트 풀턴. (~1815년)
- 1771년 - 프랑스의 해부학자 그자비에 비샤. (~1802년)
- 1775년 - 독일의 법학자 파울 요한 안젤름 폰 포이어바흐 기사. (~1833년)
- 1797년 - 영국의 지질학자 찰스 라이엘. (~1875년)
- 1840년 - 프랑스의 화가 클로드 모네. (~1926년)
- 1850년 - 덴마크의 가수 소피 켈러. (~1929년)
- 1884년 - 프랑스의 예술가 소니아 들로네. (~1979년)
- 1859년 - 루마니아 왕국의 군인 알렉산드루 아베레스쿠.
- 1880년 - 미국의 연극배우, 영화배우 유진 오브라이언. (~1966년)
- 1889년 - 인도의 독립운동투사, 정치인 자와할랄 네루. (~1964년)
- 1904년 - 미국의 배우 딕 파월. (~1963년)
- 1908년 - 미국의 상원의원 조지프 매카시. (~1957년)
- 1911년 - 대한민국의 정치인 이경. (~1984년)
- 1914년 - 대한민국의 정치인 엄대섭. (~1996년)
- 1917년 - 대한민국의 제5~9대 대통령 박정희. (~1979년)
- 1921년 - 대한민국의 정치인 고우진. (~1983년)
- 1924년
  - 대한민국의 사회학자 이효재. (~2020년)
  - 일본의 프로레슬링 선수 역도산. (~1963년)
- 1928년
  - 대한민국의 언론인, 정치인 송원영. (~1995년)
  - 미국의 배우 캐슬린 휴즈. (~2025년)
- 1929년 - 대한민국의 정치인 국승록. (~2023년)
- 1930년 - 캐나다의 배우 모니크 메르퀴르. (~2020년)
- 1933년 - 일본의 생화학자 엔도 아키라. (~2024년)
- 1934년
  - 스코틀랜드의 축구 선수 데이브 맥카이.
  - 미국의 재즈 피아노 연주자, 음악가 엘리스 마살리스. (~2020년)
- 1946년 - 미국의 배우 서신 리틀페더. (~2022년)
- 1947년 - 대한민국의 배우 안병경.
- 1948년 - 영국의 국왕 찰스 3세.
- 1951년 - 미국의 음악가 앨릭 존 서치. (~2022년)
- 1952년 - 일본의 전 야구 선수 고바야시 시게루. (~2010년)
- 1954년
  - 그리스 출신 미국의 작곡가 야니.
  - 미국의 정치인 콘돌리자 라이스.
- 1955년
  - 영국의 기업인 니나 브레이스웰스미스.
  - 일본의 전 축구 선수, 축구 감독 하야노 히로시.
- 1956년 - 네덜란드의 범죄 기자, 저널리스트 페터르 R. 더프리스. (~2021년)
- 1959년 - 프랑스의 배우 미레이으 페리에.
- 1960년 - 대한민국의 성우 이재용.
- 1961년 - 스페인의 만화가 카를로스 파체코. (~2022년)
- 1962년
  - 대한민국의 희극인 양종철. (~2001년)
  - 일본의 성우 코오로기 사토미.
  - 일본의 성우 타나카 아츠코. (~2024년)
  - 대한민국의 성우, 연극배우 최아란.
  - 대한민국의 전 야구 선수 한영준.
  - 미국의 배우 로라 샌 자코모.
- 1963년 - 일본의 대식가 스가와라 하쓰요. (~2023년)
- 1964년 - 대한민국의 배우 박정학.
- 1967년 - 몰도바의 권투 선수 티모페이 스크레아빈.
- 1970년 - 대한민국의 아나운서 한상권.
- 1971년 - 이탈리아의 배우 마르코 레오나르디.
- 1972년
  - 폴란드의 가수 에디타 구르니아크.
  - 미국의 남자 프로레슬링 선수 맷 블룸.
- 1974년 - 대한민국의 배우 이주영.
- 1975년 - 대한민국의 가수 김현중.
- 1977년 - 대한민국의 작가 박수경.
- 1979년
  - 프랑스의 배우 올가 쿠릴렌코.
  - 대한민국의 전 야구 선수 장원영.
- 1981년
  - 대한민국의 배우 이채은.
  - 대한민국의 정치인 최재훈.
- 1982년
  - 대한민국의 배우 조안.
  - 대한민국의 성우 김태리.
  - 미국의 배우 로라 램지.
- 1983년 - 대한민국의 가수 복태.
- 1984년
  - 오스트레일리아의 축구 선수 리사 디 배나.
  - 대한민국의 과학일레스트레이터 이솔.
- 1985년
  - 벨기에의 축구 선수 토마스 페르말런.
  - 대한민국의 아나운서 김기혁.
- 1986년
  - 대한민국의 배우 이찬희.
  - 미국의 배우 코리 마이클 스미스.
  - 말레이시아의 가수 유나.
- 1987년
  - 대한민국의 재즈 피아니스트 진보라.
  - 에티오피아의 3000m 장애물 여자 육상 선수 소피아 아세파.
- 1988년 - 대한민국의 바둑 기사 유오성.
- 1989년 - 대한민국의 가수 찬미.
- 1990년 - 대한민국의 치어리더 김민지.
- 1991년
  - 대한민국의 레이싱 모델 이봄이.
  - 일본의 가수 히라마쓰 가나코.
- 1992년
  - 대한민국의 배우 김태영.
  - 대한민국의 전 야구 선수 박성민.
- 1993년
  - 프랑스의 축구 선수 사뮈엘 움티티.
  - 일본의 배우 노무라 슈헤이.
- 1994년 - 대한민국의 가수 최재훈.
- 1995년
  - 대한민국의 사격 선수 조은영.
  - 대한민국의 근대5종 선수 이지훈.
- 1996년
  - 중국의 배우 장뤄난.
  - 미국의 배우 메이슨 구딩.
- 1997년
  - 일본의 성우 키도 이부키.
  - 모로코의 축구 선수 누사이르 마즈라위.
  - 프랑스의 축구 선수 크리스토페르 은쿤쿠.
  - 대한민국의 야구 선수 김성진.
  - 대한민국의 육상 선수 고승환.
  - 대한민국의 아나운서 홍주연.
- 1998년 - 일본의 아이돌 코이케 미나미.
- 2000년 - 대한민국의 가수, 배우 박시연.
- 2001년 - 대한민국의 가수 신기루.
- 2002년 - 대한민국의 축구 선수 박제영.
- 2003년 - 대한민국의 가수 Cose.
- 2005년 - 대한민국의 배우 염현서.
- 2006년 - 튀르기예의 배우 알레이나 일마즈.
- 2012년 - 대한민국의 가수 빈예서.
- 2014년 - 이동국의 막내인 이시안.

### 미상
- 대한민국의 가수 현지.

## 사망
- 565년 - 비잔티움 제국의 황제 유스티니아누스 1세. (482년~)
- 1612년 - 일본의 센고쿠 시대 무장 롯카쿠 요시하루. (1545년~)
- 1716년 - 독일의 철학자, 수학자 고트프리트 빌헬름 라이프니츠. (1646년~)
- 1831년 - 독일의 철학자 게오르크 빌헬름 프리디리히 헤겔. (1770년~)
- 1847년 - 체코의 작가 요세프 융만. (1773년~)
- 1908년 - 중국의 제11대 황제 광서제(光緖帝). (1871년~)
- 1938년 - 덴마크의 생물학자 한스 크리스티안 그람. (1853년~)
- 1972년 - 대한민국의 작가, 소설가 주요섭. (1902년~)
- 1993년 - 대한민국의 고고미술사학자 김원용. (1922년~)
- 2016년 - 대한민국의 가수 조덕환. (1953년~)
- 2017년
  - 대한민국의 군인 이대용. (1925년~)
  - 대한민국의 정치인 서인석. (1926년~)
- 2018년 - 대한민국의 국회의원 장석화. (1945년~)
- 2020년
  - 보스니아 헤르체코비나의 정치인 하산 무라토비치. (1940년~)
  - 아르메니아의 성우, 영화배우 아르멘 지가르하냔. (1935년~)
- 2021년 - 대한민국의 가수 이동원. (1951년~)
- 2022년
  - 대한민국의 법조인 윤관. (1935년~)
  - 과들루프의 카리브인 장 필리프 오모툰드. (?~)
  - 일본의 성우 야나다 키요유키. (1965년~)
- 2023년 - 대한민국의 가수 오창훈. (원투) (1976년~)
- 2024년
  - 영국의 작곡가 피터 신필드. (1943년~)
  - 일본의 영화배우 히노 쇼헤이. (1949년~）

## 기념일
- 세계 당뇨병의 날(World Diabetes Day; WDD)

## 같이 보기
- 전날: 11월 13일 다음날: 11월 15일 - 전달: 10월 14일 다음달: 12월 14일
- 음력: 11월 14일
- 모두 보기